# Варшавский, Виктор Ильич
Виктор Ильич Варшавский (23 февраля 1933, Ленинград — 3 января 2005, Тель-Авив, Израиль) — советский инженер, ученый, кибернетик. Доктор технических наук (1970), профессор. Сыграл роль в становлении кибернетики и искусственного интеллекта в СССР.

## Биография
Отец — писатель-фантаст Илья Иосифович Варшавский, мать — Луэлла Александровна Варшавская (урождённая Краснощёкова). Внук первого председателя правительства, совета министров и министерства иностранных дел Дальневосточной республики Александра Михайловича Краснощёкова. Троюродной сестрой Виктору приходилась Маргарита Ковалёва, дочь Риты Райт.
До 1949 года находился в эвакуации, был в Барнауле. В 9-й класс перевелся в школу № 203 им. Грибоедова в Ленинграде.
В 1956 году окончил Ленинградский институт точной механики и оптики (ЛиТМО), по специальности «Приборы управления стрельбой». Был чемпионом ВУЗов Ленинграда по классической борьбе. Работал в КБ-4. Учился в заочной аспирантуре НИИ. Являлся сотрудником Предприятия п/я 128 и 536.
С 1960 по 1980 работал в ЛО ЦЭМИ Академии наук СССР, в качестве научного сотрудника, затем заведующего отделом. В 1962 защитил кандидатскую диссертацию по специальности «Техническая кибернетика». С 1970 года — доктор технических наук. В 1978 году три месяца работал в лаборатории искусственного интеллекта Эдинбургского университета.
В 1980 году становится профессором кафедры вычислительной техники в ЛЭТИ. Членом КПСС не состоял.
С 1993 по 2000 год — в Университете Айдзу, Айдзу-Вакамацу, Япония (профессор, заведующий лабораторией проектирования компьютерной логики).
В 2002 по 2003 годах — в компании «Технологии нейронных сетей», Бней-Брак, Израиль (заведующий отделом логического управления).
Осталась вдова Наталья Варшавская; дочь. Дружил с Л. Я. Розенблюмом.

## Вклад в кибернетику
Автор 8 книг, более 150 научных статей и отчетов, более 120 авторских свидетельств СССР, патентов Японии и США. Научный руководитель более 15 проектов в следующих областях: логическое проектирование, проектирование сверхбольших электронных микросхем, проектирование встроенных устройств и специальных контроллеров, архитектура систем, проектирование асинхронных устройств, аппаратная поддержка асинхронных процессов и управление координацией асинхронных дискретных событий, нейронные сети и нечеткая логика, построение надежных вычислительных устройств. Победитель всесоюзного конкурса по микроэлектронике (1989), победитель конкурса на лучший доклад на конференции по вычислениям на нейронных сетях, проводимой компанией «Сименс» (1998).

## Книги
1. Варшавский В. И. Некоторые вопросы теории логических сетей, построенных из пороговых элементов. В кн. “Вопросы теории математических машин” под ред. Ю. Я. Базилевского. М., Физматгиз, 1962.
2. Варшавский В. И. Коллективное поведение автоматов. М.: Наука, 1973. (переведена на немецкий язык - Kollektives Verhalten von Automaten)
3. Варшавский В. И., Мараховский В. Б, Песчанский В. А., Розенблюм Л. Я. Однородные структуры. Анализ. Синтез. Поведение. М.: Энергия, 1973
4. Бутин Ю. Н., Варшавский В. И., Мараховский В. Б и др. Синтез схем в однородных структурах, в сборнике "Обзоры по корабельной автоматике" Выпуск №6, Л.: Судостроение, 1973
5. Варшавский В. И. (ред.) Апериодические автоматы. М.: Наука, 1976.
6. Варшавский В. И., Поспелов Д. А. Оркестр играет без дирижера. М.: Наука, 1984. translated to English as Puppets without strings: Reflections on the evolution and control of some man-made systems
7. Варшавский В. И. (ред.) Автоматное управление асинхронными процессами в ЭВМ и дискретных системах. М.: Наука, 1986. (переведена на английский язык - Self-Timed Control of Concurrent Processes: The Design of Aperiodic Logical Circuits in Computers and Discrete Systems)
8. Varshavsky V. I. (ed.), Hardware Support of Parallel Asynchronous Processes, Technical Report, Helsinki University of Technology, 1987.
9. V. Varshavsky and M. Tiusanen, Hardware support of concurrent process interaction and synchronization: On the principle of autocorrect implementation. Technical Report B4, Helsinki University of Technology, 1988.
10. Varshavsky V. I., Circuits insensitive to delays in transistors and wires (недоступная ссылка), Technical Report no.7, Helsinki University of Technology, 1989
11. Kishinevsky M, Kondratyev A, Taubin A, Varshavsky V., Concurrent Hardware: The Theory and Practice of Self-Timed Design, J. Wiley & Sons, 1994.

## Авторские свидетельства и патенты
- Описания изобретений

## Дополнительная информация
- В. И. Варшавский, В. Б. Мараховский, Л. Я. Розенблюм, А. В. Яковлев, Асинхронные параллельные процессы и самосинхронные схемы. Электронная техника. Сер. Упр. кач-вом, стандартизация, метрология, испытания, Вып. 5. №4, стр. 3-33, 1988.
- В. И. Варшавский, В. Б. Мараховский, Л. Я. Розенблюм, А. В. Яковлев, § 4.3 Апериодическая схемотехника, в кн. Искусственный интеллект, т.3: Программные и аппаратные средства. Под ред. В. Н. Захарова и В. Ф. Хорошевского. М.: Радио и связь, 1990.
- Путевые заметки В.И. Варшавского, два его детектива, неоконченные мемуары и воспоминания друзей и коллег о нем.
- Шалыто А.А. Еще раз об асинхронных процессорах. Памяти Виктора Ильича Варшавского //PC WEEK/RE. 2005. № 7, с.37, 38.
- Виктор Ильич Варшавский. Галерея славы "Виртуального компьютерного музея" «Галерее славы».
- В.В.Смоленский. Воспоминания об учителе, Викторе Ильиче Варшавском.